# ふたご座イプシロン星
ふたご座ε星は、ふたご座の恒星で3等星。

## 特徴
G型の超巨星で、月に掩蔽される際に詳細な観測が成されている。110秒離れた位置に見えるK2型の10等星とは見かけの二重星の関係にあり、連星ではない。

## 名称
学名はε Geminorum (略称はε Gem)。固有名のメブスタ (Mebsuta) は、「ライオンの伸ばした脚」という意味のアラビアのアステリズム dhirāʿ al-asad al-mabsūṭa から来ている。これは本来、ふたご座のα星、β星、またはこいぬ座のα星、β星で作られたアステリズムである。これらのペアはいずれも「ライオン」を表すal-asad というふたご座からおとめ座の領域まで広がる、現在のしし座よりはるかに大きなアステリズムの一部だが、どちらのペアが「伸ばした脚」でもう一方が「畳んだ脚」なのか、決定的な証拠は残っていない。この al-mabsūṭa が近年になってε星の名前に充てられたものである。2016年7月20日、国際天文学連合の恒星の固有名に関するワーキンググループは、Mebsuta をふたご座ε星の固有名として正式に承認した。